# Boeing YC-14
Il Boeing YC-14 era un bimotore turboventola da trasporto tattico ad ala alta con caratteristiche STOL realizzato dall'azienda statunitense Boeing negli anni settanta.
Proposto come il McDonnell Douglas YC-15 nel programma AMST della USAF rimase, come il concorrente, allo stadio di prototipo per l'avvenuta cancellazione del programma.

## Storia del progetto
Nel 1971 la United States Air Force promosse una serie di programmi di sviluppo per la valutazione di nuovi velivoli atti a sostituire il parco velivoli esistenti, il Lightweight Fighter (LWF) per un aereo da caccia leggero ed il Advanced Medium STOL Transport (AMST) (aereo STOL da trasporto medio avanzato).
L'AMST mirava ad ottenere un velivolo in grado di sostituire i Lockheed C-130 Hercules in dotazione ai reparti da trasporto USAF. Le specifiche emesse riguardavano la necessità di poter decollare in una distanza massima di 2 000 ft (610 m) da una superficie semi-preparata e di poter operare con un carico di 27 000 lb (12 000 kg) in un raggio d'azione di 400 nm (740 km). Le aziende avrebbero dovuto fornire i progetti per la valutazione iniziale e, dopo la prima fase, due prototipi per le valutazioni comparative.
Al concorso risposero cinque aziende tra cui la Boeing e la McDonnell Douglas, poi contattate per la realizzazione dei velivoli, in quanto giudicati i più meritevoli allo sviluppo, ai quali vennero rispettivamente assegnate le designazioni ufficiali YC-14 e YC-15.
Le prove comparative si svolsero tra il 1975, anno in cui volò per la prima volta l'Y-15, fino al 1979, quando il programma venne cancellato in favore del Programma C-X, che nella decade successiva avrebbe generato il McDonnell Douglas C-17 Globemaster III. Anche se sia l'YC-14 che YC-15 si rivelarono un successo, nessuno dei due aerei venne avviato alla produzione in serie.

## Impiego operativo

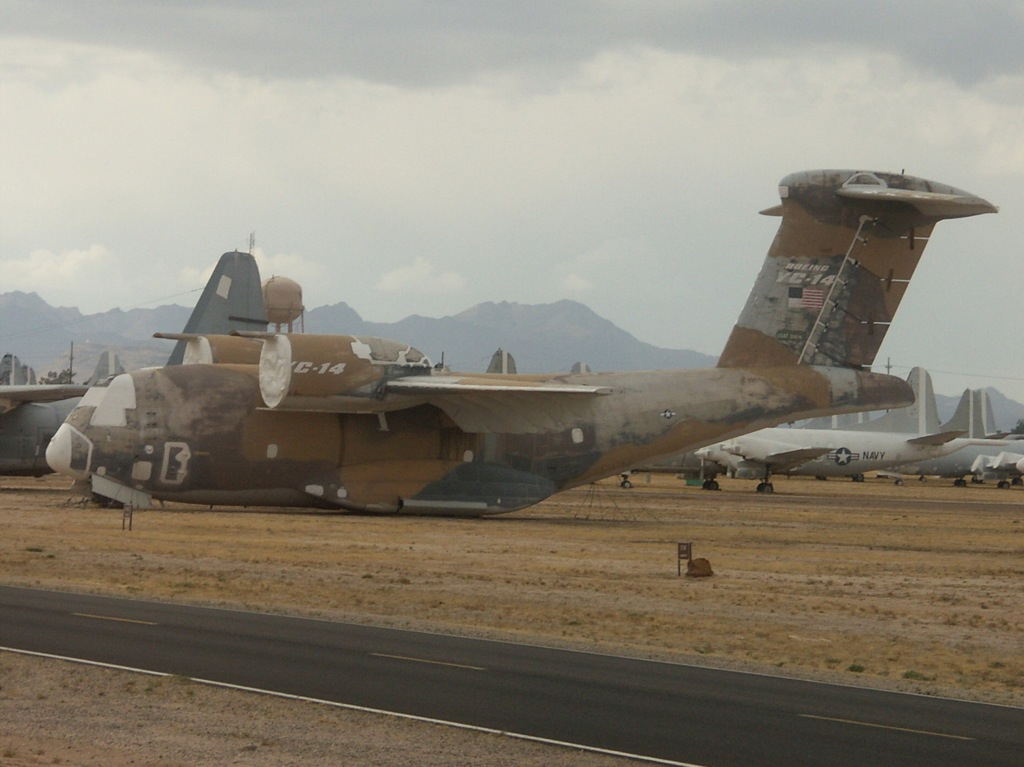
L'YC-14 alla base aerea Davis-Monthan (AMARC)

Il primo Boeing YC-14 (numero 72-1873) volo la prima volta il 9 agosto 1976. Vennero costruiti due aerei, il secondo con numero di coda numero 72-1874. L'avversario, lo YC-15 aveva iniziato a volare quasi un anno prima. i test di volo testa a testa vennero effettuati alla Edwards AFB agli inizi di novembre 1976. Al completamento dei test a fine estate 1977, i prototipi del YC-14 vennero rimandati alla Boeing. I prototipi non vennero demoliti, e uno venne immagazzinato presso lo AMARC, alla base aerea Davis-Monthan e l'altro venne messo in mostra al vicino Prima Air & Space Museum.
A questo punto il programma AMST era già in procinto di essere cancellato. Nel marzo del 1976 il generale dell'Air Force David C. Jones chiese allo Air Force Systems Command se si potesse usare un solo modello per entrambi i modelli di trasporto tattico e strategico, o alternativamente, se si sarebbe potuto sviluppare un derivato non-STOL per il trasporto strategico. Questo portò ad una serie di studi, che in sostanza mostrarono che una tale modifica non sarebbe stata facile, e avrebbe richiesto degli sviluppi sostanziali da inserire nel progetto per poter produrre un aereo più grande.
Sia l'YC-14 che l'YC-15 raggiunsero o addirittura superarono le aspettative dell'AMST sotto molti punti di vista. Tuttavia, la crescita dell'importanza di un trasporto strategico rispetto ad uno tattico portarono alla fine del programma AMST nel dicembre 1979 a favore di uno nuovo che portò al C-17 Globemaster III.
L'USB (upper-surface blowing, i motori posti sopra l'ala e col flusso che viene diretto sui flap), utilizzato nella progettazione dell'ala del velivolo, rimase un concetto raro nell'uso, ed è stato usato solo su pochi altri aerei, come sull'Antonov An-72.

## Utilizzatori
Stati Uniti
- United States Air Force

## Velivoli comparabili
- Antonov An-72

 Stati Uniti
- McDonnell Douglas YC-15